# Boutonne
Boutonne é um rio localizado na França.